# Fouad Belkacem
Pour les articles homonymes, voir Belkacem.
Fouad Belkacem (en arabe : فؤاد بلقاسم) surnommé Abu Imrân, né le 6 avril 1982 à Rumst (Belgique), est un prédicateur, activiste takfiriste et fondateur du groupe terroriste Sharia4Belgium.
Fouad Belkacem est une figure controversée en Belgique en raison de ses activités prônant la fin de la démocratie et l'instauration d'un État islamique régi par la loi de la Charia en Belgique. Il fonde sa propre parti politique, Sharia4Belgium, qui est dissous en 2012 et qualifié de groupe terroriste djihadiste par l'État belge. Il collabore également régulièrement avec l'organisation Sharia4Holland aux Pays-Bas, tenant des conférences anonymes et clandestines à Amsterdam, Anvers et Bruxelles.
Arrêté le 16 avril 2013 à Anvers, il est condamné le 11 février 2015 à douze ans d'emprisonnement pour chef d'une organisation terroriste, avant d'être déchu de sa nationalité belge en 2018.
Il est actuellement incarcéré à la prison de Hasselt. À la fin de sa condamnation, en 2027, il pourrait être expulsé vers le Maroc, un pays dont il ne se considère pas citoyen, critiquant ouvertement le gouvernement marocain et le roi Mohammed VI.

## Biographie
Fouad Belkacem naît le 6 avril 1982 à Rumst, en Belgique, dans une famille d'origine marocaine. Son père, né en 1957 à Berkane, au Maroc, émigre en France dans les années 1950 pour travailler comme ouvrier. Ne trouvant pas sa place en France, il décide de revenir au Maroc. Cependant, ses deux frères émigrent en France, et lui-même, ressentant une pression académique insupportable au Maroc, quitte le pays en 1974 pour s'installer à Paris. Il travaille dans un restaurant de distribution avant de déménager à Bruxelles en 1977. Là, il trouve un emploi dans un restaurant et, plus tard, commence à commercer des voitures. La mère de Fouad, née en 1960 à Casablanca, émigre en Belgique en 1970 avec sa famille, après que son père, un artisan du verre, ait été recruté pour travailler dans une usine en Belgique. La famille s'installe à Boom, où la mère de Belkacem devient interprète assermentée en arabe, néerlandais et français.
Fouad Belkacem grandit dans un environnement où l'islam sunnite modéré est pratiqué. En tant qu'élève, il fréquente l'école catholique Onze-Lieve-Vrouw jusqu'à la quatrième année du secondaire, puis poursuit ses études au PTS Boom en commerce, avant de se réorienter vers la mécanique automobile au GTI Duffel. Passionné par le football et populaire parmi ses amis, il est également bien intégré socialement.
En 1994, son père fonde une entreprise de vente de voitures d'occasion de 5 000 mètres carrés le long de l'A12, où Fouad et son frère aîné aident à temps partiel. L'entreprise prospère jusqu'à ce qu'elle fasse faillite en 2003. Cette même année, un grave accident de voiture à Dijon lors d'un voyage au Maroc devient un tournant majeur dans la vie de Fouad. Lors de l'accident, sa voiture, une Renault Clio modifiée, se retrouve sous un camion, entraînant Fouad, sa sœur de 17 ans, et son frère cadet dans une situation critique. Fouad subit de graves blessures, notamment une fracture de la mâchoire et une perte importante de sang. Cet événement marque un tournant crucial dans sa vie et devient un catalyseur pour sa radicalisation religieuse. Il commence à s'intéresser au salafisme et est encouragé par l'imam Nordine Taouil. Son père tente de refonder une entreprise à Hoboken, avec l'aide de Fouad, avant qu'il ne se détache.

### Activités sur internet: Débuts dans l'extrémisme religieux (2006-2009)
Après l'accident et la faillite de l'entreprise familiale, Fouad se tourne vers le salafisme et adopte le nom d'Abou Imran après la naissance de son fils Imran. Sa passion pour le football se transforme en une passion pour le salafisme djihadiste. Il se tourne vers la politique belge en étudiant la possibilité de pratiquer une justice islamique en Belgique. À Anvers, il forme rapidement un cercle aux idéologies extrêmes, prônant la fondation de la charia. Âgé de 22 ans, Fouad Belkacem est régulièrement présent dans les quartiers d'Anvers tels que Borgerhout et Deurne, où il pratique bénévolement la "street dawah", prêchant dans les rues de la ville.
Dans sa quête de défendre les droits des musulmans, Fouad s'engage politiquement en rejoignant la Moslim Democratische Partij (MDP), rebaptisée plus tard Ligue arabe européenne (AEL). Il collabore avec Dyab Abou Jahjah et Said Touhafi de Boom. Il crée également un jeugdhuis (maison des jeunes) à Boom, une organisation à but non lucratif ouverte à tous les jeunes. Son engagement en faveur des droits des musulmans, ainsi que sa générosité et son désir d'aider les autres, sont des aspects marquants de sa personnalité.
Cependant, il se heurte à l'opposition de nombreux imams, y compris Nordine Taouil, qui se retourne contre lui et dépose une plainte. Son père, malgré les difficultés et l'opposition, exprime son soutien inconditionnel envers son fils, même s'il est conscient des controverses et des conflits qui entourent ses activités.
Comme toutes les personnes de leur génération, lui et son cercle proche sont très actifs sur internet. YouTube leur permet de diffuser leurs messages radicaux. Dans l’une de ces vidéos, avec une douzaine de personne, Fouad Belkacem menace de s'en prendre à l'Atomium. Le groupe a également sa page Facebook ; il y propose notamment l'achat de vêtements, comme le niqab.
Ayant pour but de monter sa propre parti politique, il gagne en notoriété en Belgique en défiant des personnalités de la haute sphère politique flamande : Filip Dewinter, Theo Francken, et Bart de Wever, appartenant pour la plupart aux partis Vlaams Belang et Nieuw-Vlaamse Alliantie.

### Fondation
Le 3 mars 2010, Fouad Belkacem fonde le parti politique Sharia4Belgium, un groupe prônant l'instauration de la loi islamique en Belgique. Il tient son inspiration d'Anjem Choudary avec l'organisation Islam4UK. Alors que l'Exécutif des musulmans de Belgique se désavoue de Sharia4Belgium, le groupuscule se fait pour la première fois remarquer quelques jours après sa fondation en perturbant une lecture de l'auteur néerlandais Benno Barnard à l'université d'Anvers. La première conférence de presse, en présence d'Anjem Choudary, a lieu en mai 2010. Il fait alors état de contacts avec des groupes similaires aux Pays-Bas avec Sharia4Holland, en Grande-Bretagne, en France, en Allemagne et au Liban.
Sous sa direction, l'organisation gagne en notoriété et attire de nombreux jeunes musulmans belges. Les discours enflammés de Belkacem, souvent diffusés sur YouTube, appellent à la violence et au djihad, ce qui entraîne une surveillance accrue des autorités belges. Le groupuscule "dépeint l'Occident démocratique comme l'ennemi de l'islam qui veut opprimer les musulmans. Les Etats de droit démocratiques doivent être écrasés et remplacés par des Etats islamiques dont le but ultime est la suprématie mondiale de l'islam", détaille le procureur belge Ann Fransen.
Selon le Ministère Public, Sharia4Belgium se concentre sur cinq activités: diffusion de l'idéologie via internet et les réseaux sociaux, recrutement de jeunes musulmans via des prêches de rue, endoctrinement de ceux-ci lors d'entraînements idéologiques et physiques, actions violentes en Belgique et lutte armée en Syrie. Lors d'un prêche de rue salafiste en décembre 2011, une affrontement éclate entre jeunes anversois et la police à Anvers.

### Réseautage international
Parmi les hauts responsables de l'organisation, Nabil K. et Brahim B. occupent des postes clés, s'occupant des contacts internationaux avec des personnes partageant leur idéologie et participant à la lutte armée à l'étranger. Ils voyagent au Liban, au Yémen et en Syrie pour rencontrer des figures djihadistes comme Omar Bakri Muhammad et tenter d'entrer en contact avec Al-Qaïda.
Aux côtés de Fouad Belkacem, Houssien E. (probablement mort en Syrie), dirigeait avec Elias T. et Abdelmajid G. la branche vilvordoise de Sharia4Belgium. Houssien a lui aussi joué un rôle important puisqu'il était à la tête d'un groupe de combattants étrangers en Syrie. L'homme cite d'ailleurs ce groupuscule comme employeur sur son profil Facebook. Il revenait également à Houssien E. de donner son approbation pour le départ de combattants depuis la Belgique. Il organisait leur voyage et les récupérait à la frontière syrienne. C'est lui aussi qui avait décidé de la détention de Jejoen Bontinck.

### Dissolution, départs en Syrie et arrestations
En 2012, Sharia4Belgium est dissous par les autorités belges. Alors que plusieurs membres de l'organisation partent en Syrie, Fouad Belkacem affirme n'avoir plus aucun contact avec les anciens membres de l'organisation. Le 7 juin 2012, il est arrêté pour avoir provoqué les émeutes de Molenbeek-Saint-Jean à l'encontre de la police. En février 2013, il sort de prison sous conditions, avec un bracelet électronique.
En février 2015, l'État belge désigne officiellement Sharia4Belgium comme un groupe terroriste. Les juges notent que sur les 45 prévenus, à l'exception de Fouad Belkacem et de la mère d'un des combattants, tous ont rejoint la Syrie. Ils ont intégré des groupes tels que Jabhat al-Nosra (une émanation d'Al-Qaïda) ou le Majlis Shura Al Mujahidin (qui a depuis rallié l'État islamique). Selon le tribunal, ces groupes ont recours à des pratiques telles que la torture et les décapitations, des actes incompatibles avec le droit de la guerre. Leur objectif est d'instaurer un État islamique totalitaire, sapant les fondements de la démocratie.
Le 16 avril 2013, alors que Fouad Belkacem est arrêté par la police pour incitation à la haine et pour son rôle dans le recrutement de combattants pour des groupes terroristes en Syrie, il est défendu par les avocats Nabil Riffi, John Maes et Liliane Verjauw,. Le tribunal estime que Sharia4Belgium poursuit les mêmes objectifs : "L'introduction de la charia par la violence et l'abolition de la démocratie implique une grave perturbation ou la destruction de notre société."
En septembre 2015, le ministère public requiert 15 ans d'emprisonnement à l'encontre de Fouad Belkacem, lui, ne se présentant pas au procès. Cinq mois plus tard, il est condamné à une peine de 12 ans et 30,000 euros d'amende, comme responsable de l’organisation Sharia4Belgium.
En juin 2017, Fouad Belkacem se marie à la prison de Hasselt, avec une ressortissante belge d’origine marocaine,.
Le 23 octobre 2018, après cinq ans d'emprisonnement, il est déchu de sa nationalité belge par le cour d'appel d'Anvers,. Fouad Belkacem est alors juridiquement en séjour illégal sur le territoire belge, n'ayant pas de titre de séjour. Selon le secrétaire d'État à l'Asile et à la Migration, Theo Francken, la procédure pour demander son expulsion interviendra donc dès la libération de Belkacem, soit en 2027, à la fin de sa peine, soit avant s'il devait bénéficier d'une libération conditionnelle.

## Controverses

### Provocation de violentes émeutes à Molenbeek (2012)
En juin 2012, Fouad Belkacem exprime des critiques virulentes contre la police de Molenbeek-Saint-Jean. Lors d'une interview, il maintient ses propos très durs à l'égard des forces de l'ordre et conteste la légitimité de la loi contre le port du niqab. Ses paroles et appels à la violence donne naissance à une émeute entre jeunes de quartiers et policiers dans le quartier de Comte de Flandre, à quelques mètres du commissariat.
Le tribunal correctionnel d'Anvers l'inculpe pour incitation à la haine, à la violence et à la discrimination pour avoir, sur YouTube, vilipendé les policiers et félicité les jeunes musulmans qui avaient engagé des heurts avec la police à la suite de l'interpellation, à Molenbeek, d'une jeune femme portant un niqab en rue.
Belkacem insiste sur son intégration en Belgique : « Je suis né et j’ai grandi en Belgique. J’ai été toute ma vie dans une école catholique. Je parle parfaitement néerlandais. Demandez à mes voisins : ils n’ont aucun problème avec moi. Alors, c’est quoi l’intégration ? », interroge-t-il.
Cependant, quelques heures après les événements de Molenbeek, il publie en ligne un discours dans lequel il compare « les policiers à des chiens ». Il persiste dans ses propos : « Je n’ai jamais vu un chien déchirer les habits d’une femme. Maintenant la police de Molenbeek a changé son travail. Les tenues sont restées les mêmes, mais leur travail c’est maintenant être les gestapos d'Hitler en 2012. Chercher les musulmans, attraper les musulmans et combattre les musulmans », affirme-t-il.
Pour le journaliste Abdeslam Kaouass, il s’agit de « provocation pour se faire de la publicité. Je ne suis pas d’accord que l’on donne une image de l’islam à travers un individu qui ne connaît sûrement pas l’islam ».
Firouzeh Nahavandi, sociologue à l'Université libre de Bruxelles et spécialiste des pays musulmans, n'est pas surprise par ce discours. Selon elle, la manière dont Belkacem « qualifie la police » et « victimise les musulmans » induit une « rupture entre le bien et le mal ». Elle avertit que cela aura un impact sur l’image que chacun peut avoir des musulmans. Le danger réside dans le risque d'amalgame entre un groupuscule de quelques individus et la majorité de la communauté musulmane, qui rejette fermement les propos tenus par le porte-parole de Sharia4Belgium.

### Protestation contre le filmL'innocence des musulmans(2012)
Le 15 septembre 2012, plusieurs centaines de jeunes d'origine étrangère avaient manifesté contre le film anti-Islam L'Innocence des musulmans. Cette manifestation non autorisée avait été organisée via des appels lancés par textos et Facebook, et le jour de l'événement, la police avait identifié des membres de Sharia4Belgium parmi les manifestants. Hicham C., qui avait pris un rôle de premier plan après l'arrestation du porte-parole de Sharia4Belgium, Fouad Belkacem, s'était adressé à la foule avec un discours incitant à la discrimination, à la haine et à la violence contre les non-musulmans, les qualifiant de "descendants des porcs et des singes". Cette incitation avait conduit à la formation d'un noyau dur de manifestants, entraînant des affrontements avec la police qui avait dû procéder à 230 arrestations administratives. Quatre jours plus tard, Hicham C. avait été interpellé par les forces de l'ordre.
Hicham C. avait nié toute incitation à l'émeute, affirmant avoir cité uniquement des versets coraniques. Cependant, le ministère public avait souligné qu'il apparaissait dans une vidéo publiée sur le site de Sharia4Belgium deux jours avant les faits, annonçant des actions de représailles contre les non-musulmans en réponse à la diffusion du film. Le tribunal avait jugé les faits avérés, et le Centre pour l'égalité des chances et la lutte contre le racisme s'était constitué partie civile, obtenant un euro symbolique. Édouard Delruelle, directeur-adjoint du Centre, avait expliqué que les propos tenus par Hicham C. ne relevaient pas de la liberté d'expression mais constituaient une incitation à la haine et à la violence, menaçant ainsi les libertés fondamentales. Le Centre avait initialement déposé une simple plainte contre Sharia4Belgium avant de se porter partie civile lorsque le parquet avait lancé une procédure judiciaire contre Hicham C..

### Critiques envers le Maroc
Fouad Belkacem pense que sa condamnation est influencée par les services secrets marocains, qu'il attribue à ses tentatives ratées d’instaurer la charia au Maroc. Il exprime vivement son mépris envers le roi Mohammed VI et le gouvernement marocains en déclarant qu'ils « peuvent aller au diable ». Selon lui et son avocate, Liliane Verjauw, il ne possède pas de passeport marocain.
Belkacem ajoute : « J’ai l’air d’un trafiquant de drogue ? Je ne suis pas un trafiquant, je n’ai jamais utilisé de cigarettes, d’alcool… Ça fait neuf ans (depuis 2003) que je n’ai pas mis un pied au Maroc. Le roi du Maroc, son pays, son gouvernement peut aller au diable. »
En août 2011, il se rend devant l'ambassade du Maroc à Bruxelles avec une vingtaine de membres de Sharia4Belgium pour protester contre le gouvernement marocain « qui s'allie avec les États-Unis qui bombardent et soutiennent les bombardements dans les pays musulmans du Moyen-Orient. ».

### Affaire Bontinck (2013-2014)
Fin 2012, Jejoen Bontinck, un jeune belge radicalisé, est rapatrié de Syrie avec une grande couverture médiatique par son père, Dimitri Bontinck, un ancien militaire. Après un bref séjour à Zierikzee aux Pays-Bas, Jejoen se présente aux autorités belges, affirmant avoir quitté le radicalisme tout en restant musulman.
Jejoen Bontinck joue un double rôle dans le procès : celui de suspect et de témoin principal. Il fait des déclarations incriminantes contre ses anciens camarades de Sharia4Belgium et d'autres combattants, y compris des Néerlandais,.
Dans ses interrogatoires, Bontinck maintient qu'il n'a jamais pris part à la lutte armée. Selon lui, il aurait été capturé par les troupes de Bachar el-Assad à un poste de contrôle, emprisonné, torturé, et aurait miraculeusement échappé à la détention après six semaines, sans expliquer comment.
En septembre 2014, le ministère public présente les témoignages de la mère de Jejoen Bontinck, qui a également rejoint la Syrie, et d'un père dont les trois enfants sont partis pour le combat. Ce dernier affirme que ses enfants ont été « endoctrinés » par Sharia4Belgium.
Jejoen Bontinck confirme ces allégations lors de son audition. Il décrit Fouad Belkacem comme une figure paternelle spirituelle dont les enseignements ont eu un effet profond sur lui. Bontinck admet que sans l'influence de Belkacem et de Sharia4Belgium, il n'aurait jamais décidé de partir pour la Syrie.

### Affaire De Mulder (2013)
Brian De Mulder, né le 18 mai 1993 à Wilrijk, en Belgique, est un jeune radicalisé qui, en janvier 2013, part pour la Syrie où il rejoint l'organisation terroriste Magli Shura Mujahideen. Sa radicalisation est fortement influencée par Fouad Belkacem. Brian De Mulder partage durant quelques semaines une cellule de prison avec Fouad Belkacem. C'est à ce moment qu'il se radicalise. Il est ensuite  repéré en train de prêcher en rue et écrit des lettres à Fouad Belkacem qui montrent son admiration. Avant de partir, De Mulder, un ancien sportif prometteur et fervent catholique, s'est éloigné de son mode de vie précédent après avoir été exclu de son club de football en 2010.
En 2011, De Mulder rencontre Belkacem lors de réunions de Sharia4Belgium. Sous l'influence de Belkacem, il se détourne du catholicisme et adopte des vues extrémistes. Ses changements de comportement inquiètent sa famille et ses amis, mais il continue de s'enfoncer dans cette idéologie radicale.
Le 23 janvier 2013, De Mulder se rend en Syrie pour rejoindre Magli Shura, où il s'engage dans le jihad. Il apparaît dans des vidéos menaçantes, diffusées par Azeddine K.B., visant des personnalités comme Pieter De Crem et Geert Wilders. Ses connexions avec Belkacem et Sharia4Belgium sont bien établies, avec Belkacem accusé par le père d'un autre radicalisé d'avoir influencé ces jeunes. L'affaire De Mulder met en lumière les dangers de la radicalisation et le rôle clé joué par des figures comme Fouad Belkacem dans le recrutement des jeunes pour des groupes terroristes.

### Affaire Frank Vanhecke et condamnation (2012-2013)
En mai 2012, Fouad Belkacem écope, devant le tribunal correctionnel d'Anvers, de deux ans de prison (dont un ferme), pour harcèlement à l'égard de Frank Vanhecke, veuf de Marie-Rose Morel (l'ex-égérie du Vlaams Belang, à propos de laquelle il avait décrété que son cancer était une punition d'Allah") et incitation à la haine et à la discrimination contre les non-musulmans.
En juin 2013, il introduit un pourvoi en cassation contre sa condamnation à 18 mois de prison dans cette affaire,,. Quatre mois plus tard, son pourvoi en cassation est rejeté.

## Vie privée
Fouad Belkacem est marié et a quatre enfants.